# کنوانسیون استانبول
کنوانسیون شورای اروپا برای جلوگیری از وقوع خشونت علیه زنان و خشونت خانگی و مبارزه با آن که بیشتر تحت عنوان کنوانسیون استانبول شناخته می‌شود، روز چهارشنبه، ۱۱ مه ۲۰۱۱ (۲۱ اردیبهشت ۱۳۹۰)، توسط وزرای امور خارجه ۴۷ کشور اروپایی در استانبول تصویب شد.
تا ژوئیه ۲۰۲۰، ۱۲ کشور این کنوانسیون را صرفاً امضا کرده‌اند و ۳۴ کشور نیز علاوه بر امضا، آن را در پارلمان‌های ملی خود به تصویب رسانده و اجرای آن را آغاز کرده‌اند.
اجرای این کنوانسیون از اول اوت ۲۰۱۴ میلادی آغاز شد.
کشورهای ارمنستان، بلغارستان، جمهوری چک، مجارستان، لتونی، لیختن اشتاین، لیتوانی، مولداوی، اوکراین و بریتانیا اگرچه این کنوانسیون را امضا کرده‌اند اما هنوز در پارلمان ملی خود به تصویب نرسانده‌اند.
روسیه و آذربایجان با این کنوانسیون مخالفت کرده و آن را امضا نکرده‌اند.
ترکیه که در میان ۴۷ کشور عضو شورای اروپا بالاترین میزان خشونت علیه زنان را دارد زمزمه‌هایی از داخل این کشور دربارهٔ قصد دولت اردوغان برای خروج از کنوانسیون استانبول شنیده می‌شود. در نهایت این کشور در تاریخ ۲۰ مارس سال ۲۰۲۱ از کنوانسیون استانبول خارج شد .
برمبنای این کنوانسیون، کشورهای عضو موظف می‌شوند که هرگونه خشونت، از خشونت کلامی تا خشونت فیزیکی، تجاوز، قتل ناموسی، سقط جنین اجباری و ازدواج اجباری را در قانون کشور «جرم» نامیده و مجازات‌های لازم را برای مجرم پیش‌بینی و تصویب کنند.
متن کامل این کنوانسیون، به فارسی ترجمه شده‌است. نهادهای حمایت از زنان بر این باورند که این متن به عنوان یک تجربه موفق می‌تواند مبنای تصمیم‌گیری و قانون‌گذاری کشورهای دیگر باشد.
بنا بر گزارش مجمع پارلمانی شورای اروپا (PACE) کنوانسیون استانبول باعث ایجاد تغییرات محسوسی شده‌است. از جمله باعث شده استانداردهای بالاتری در زمینهٔ قانونگذاری و سیاستگذاری وارد قوانین ملی چند کشور شود و آگاهی‌های عمومی جوامع نیز دربارهٔ انواع خشونت‌ها علیه زنان و راه‌های جلوگیری از آن‌ها افزایش یابد.

## مفاد اصلی
کنوانسیون استانبول اولین سند الزام‌آور قانونی است که «یک چارچوب قانونی و رویکرد جامع برای مبارزه با خشونت علیه زنان ایجاد می‌کند» و بر پیشگیری از خشونت خانگی، حمایت از قربانیان و تعقیب متهمان متخلف تمرکز دارد. 
این کنوانسیون خشونت علیه زنان را به عنوان نقض حقوق بشر و نوعی تبعیض توصیف می‌کند (ماده ۳ (الف)). کشورها باید هنگام جلوگیری از خشونت، حمایت از قربانیان و محاکمه مرتکبین، ارزیابی بایسته به کار گیرند (ماده ۵).

## ساختار
این کنوانسیون شامل ۸۱ ماده است که در ۱۲ فصل مجزا شده‌است. ساختار آن از ساختار جدیدترین کنوانسیون‌های شورای اروپا پیروی می‌کند.  ساختار سند مبتنی بر چهار موضوع است: پیشگیری، حفاظت و حمایت از قربانیان، تعقیب مجرمان و سیاست‌های یکپارچه. هر منطقه یک سری اقدامات خاص را پیش‌بینی می‌کند 
این مقدمه، کنوانسیون اروپایی حقوق بشر، منشور اجتماعی اروپا و کنوانسیون اقدام علیه قاچاق انسان و همچنین قانون بین‌المللی حقوق بشر توسط سازمان ملل متحد و دیوان کیفری بین‌المللی بر مبنای اساسنامه رم را یادآور می‌شود. در ماده ۲، این کنوانسیون بیان می‌کند که مقررات در زمان صلح و همچنین در شرایط درگیری‌های مسلحانه در خشونت علیه زنان و خشونت خانگی اعمال می‌شود. ماده ۳ اصطلاحات کلیدی را تعریف می‌کند:
- «خشونت علیه زنان» « نقض حقوق بشر و نوعی تبعیض علیه زنان است و به کلیه اعمال نقض جنسیتی که منجر به آسیب یا رنج جسمی، جنسی، روانی یا اقتصادی به زنان می‌شود، یا احتمالاً منجر می‌شود. از جمله تهدید به چنین اعمالی، اجبار یا محرومیت خودسرانه از آزادی، چه در عام یا زندگی خصوصی رخ دهد.»

## پذیرش، امضا، تصویب و انصراف

### فرایند کلی
پیش نویس کنوانسیون در ۷ آوریل ۲۰۱۱ به مناسبت نشست ۱۱۱۱ توسط معاونان وزیران شورای اروپا تصویب شد. این متن در ۱۱ مه ۲۰۱۱ به مناسبت صد و بیست و یکمین جلسه کمیته وزیران در استانبول برای امضا باز شد. این مصوبه پس از ۱۰ تصویب به اجرا درآمد که هشت مورد از آنها ملزم به عضویت در شورای اروپا بودند. از دسامبر ۲۰۱۵، این کنوانسیون توسط ۳۹ کشور امضا شد و پس از آن توسط حداقل هشت کشور شورای اروپا به تصویب رسید: آلبانی، اتریش، بوسنی و هرزگوین، ایتالیا، مونته‌نگرو، پرتغال، صربستان و ترکیه. در اواخر همان سال در آندورا، دانمارک، فرانسه، مالت، موناکو، اسپانیا و سوئد به تصویب رسید. در سال ۲۰۱۵ نیز توسط فنلاند، هلند، لهستان و اسلوونی و در سال ۲۰۱۶ توسط بلژیک، سن مارینو و رومانی به تصویب رسید. در سال ۲۰۱۷ توسط قبرس، استونی، گرجستان، آلمان، نروژ، و سوئیس، در سال ۲۰۱۸ توسط کرواسی، یونان، ایسلند، لوکزامبورگ و جمهوری مقدونیه، و در سال ۲۰۱۹ توسط جمهوری ایرلند نیز به تصویب رسید.در ۱۳ ژوئن ۲۰۱۷، ورا ژورووا کمیسر اروپای برابری جنسیتی، کنوانسیون استانبول را به نمایندگی از اتحادیه اروپا امضا کرد. 
| امضاء           | تصویب           | لازم الاجرا شدن | مخالفت        | تقبیح        |
| --------------- | --------------- | --------------- | ------------- | ------------ |
| آلبانی          | ۱۹ دسامبر ۲۰۱۱  | ۴ فوریه ۲۰۱۳    | ۱ اوت ۲۰۱۴    |              |
| آندورا          | ۲۲ فوریه ۲۰۱۳   | ۲۲ آوریل ۲۰۱۴   | ۱ اوت ۲۰۱۴    |              |
| آلمان           | ۱۱ مه ۲۰۱۱      | ۱۲ اکتبر ۲۰۱۷   | ۱ فوریه ۲۰۱۸  |              |
| اتحادیه اروپا   | ۱۳ ژوئن ۲۰۱۷    |                 |               |              |
| ارمنستان        | ۱۸ ژانویه ۲۰۱۸  |                 |               |              |
| اسپانیا         | ۱۱ مه ۲۰۱۱      | ۱۰ آوریل ۲۰۱۴   | ۱ اوت ۲۰۱۴    |              |
| اسلواکی         | ۱۱ مه ۲۰۱۱      |                 |               |              |
| اتریش           | ۱۱ مه ۲۰۱۱      | ۱۴ نوامبر ۲۰۱۳  | ۱ اوت ۲۰۱۴    |              |
| اوکراین         | ۷ نوامبر ۲۰۱۱   | ۱۸ ژوئیه ۲۰۲۲   | ۱ نوامبر ۲۰۲۲ |              |
| استونی          | ۲ دسامبر ۲۰۱۴   | ۲۶ اکتبر ۲۰۱۷   | ۱ فوریه ۲۰۱۸  |              |
| جمهوری ایرلند   | ۱۵ نوامبر ۲۰۱۵  | ۸ مارس ۲۰۱۹     | ۱ ژوئیه ۲۰۱۹  |              |
| ایتالیا         | ۲۷ سپتامبر ۲۰۱۲ | ۱۰ سپتامبر ۲۰۱۳ | ۱ اوت ۲۰۱۴    |              |
| بلژیک           | ۱۱ سپتامبر ۲۰۱۲ | ۱۴ مارس ۲۰۱۶    | ۱ ژوئیه ۲۰۱۶  |              |
| بلغارستان       | ۲۱ آوریل ۲۰۱۶   |                 |               |              |
| بوسنی و هرزگوین | ۸ مارس ۲۰۱۳     | ۷ نوامبر ۲۰۱۳   | ۱ اوت ۲۰۱۴    |              |
| بریتانیا        | ۸ ژوئن ۲۰۱۲     | ۲۱ ژوئیه ۲۰۲۲   | ۱ نوامبر ۲۰۲۲ |              |
| پرتغال          | ۱۱ مه ۲۰۱۱      | ۵ فوریه ۲۰۱۳    | ۱ اوت ۲۰۱۴    |              |
| ترکیه           | ۱۱ مه ۲۰۱۱      | ۱۴ مارس ۲۰۱۲    | ۱ اوت ۲۰۱۴    | ۱ ژوئیه ۲۰۲۱ |
| جمهوری چک       | ۲ مه ۲۰۱۶       |                 |               |              |
| دانمارک         | ۱۱ اکتبر ۲۰۱۳   | ۲۳ آوریل ۲۰۱۴   | ۱ اوت ۲۰۱۴    |              |